# Montecarlo megye
Montecarlo egy megye Argentína északkeleti részén, Misiones tartományban. Székhelye Montecarlo.

## Népesség
A megye népessége a közelmúltban a következőképpen változott:
| Év   | Lakosság |
| ---- | -------- |
| 2001 | 33 996   |
| 2010 | 36 745   |